# 派翠克·布蘭莫
派翠克·布蘭莫（Patrick Brammall，1977年3月30日—）是澳大利亞的一位演員。他最著名的作品是在ABC喜劇穆迪家的聖誕節中飾演Sean Moody角色，以及在十號電視台電視劇Offspring中飾演Leo Taylor角色。